# Droit serbe
Le droit serbe est le droit de tradition civiliste appliqué en Serbie. Il s'agit du seul ordre juridique de Serbie.

## Histoire du droit serbe

### Moyen Âge
Du VIIe siècle au XIIe siècle, les relations sociales étaient régulées par la coutume. Les premiers éléments et textes du droit serbe médiéval datent du XIIe siècle. Au XIVe et XVe siècles, plusieurs documents légaux furent rédigés du fait du développement politique et économique de la Serbie. L'influence de la famille Nemanjić fut importante. Durant leur régence, la Serbie devint indépendance et commença à développer son propre système légal.

### Zakonopravilo
Durant la dynastie Nemanjić (1166 à 1371), l'État serbe médiéval s'est développé dans les sphères politiques, religieuses et culturelles. Un grand nombre de monastères furent construits, plus que dans n'importe quel autre siècle. Le développement et l'urbanisation a augmenté. Une des principales contributions au droit serbe de la famille Nemanjić fut le Zakonopravilo. Aussi appelé Nomocanon de Saint Sava (Rastko Nemanjić), ce document fut la première constitution serbe et le plus important code de l'Église orthodoxe serbe.
Rédigé quand l'église serbe devint indépendante en 1219, le texte compte un certain nombre de règlements de l'église. Le Zakonopravilo comprend 64 articles de différentes tailles.  L'article 55 contient du droit civil coutumier et est composé de 40 sections.

### Code de Dušan
Le Code de Dušan (en serbe « Dušanov zakonik » et « Душанов законик »), aussi appelé « Закон благовјернаго цара Стефана », est une compilation de plusieurs systèmes légaux qui fut mis en vigueur par Stefan Uroš IV Dušan en 1349. Il fut utilisé dans l'Empire serbe et le despotat de Serbie . Considéré comme une constitution primitive, le Code était un ensemble de lois régulant différents aspects de la vie. Le code fut promulgué par un conseil d’État le 21 mai 1349, à Skopje, alors capitale de l'Empire. L'empereur Dušan ajouta une série d'articles au Code entre 1353 et 1354 lors du conseil de Serrès. Cette deuxième partie était deux fois moins importante que le code original et faisait référence au premier texte par le nom de « premier code ». La seconde partie comptait 201 articles. Quatre d'entre eux (les articles 79, 123, 152 et 153), concernant divers sujets, faisaient référence à l'autorité de la « loi du Saint Roi » (c'est-à-dire Stefan Uroš II Milutin, ayant régné de 1282 à 1321, le grand-père de Dušan), ce qui suggèrent que Milutin avait rédigé un code dont le texte ne fut pas conservé. Par conséquent, il semble que le code de Dušan fut un supplément du code de Milutin. Aussi, les codes de droit de l'église avaient autorité en Serbie.
Le code de Dušan avait plusieurs influences. Il fut notamment inspiré du Syntagma Canonum, un texte écrit en 1335 par Matthew Blastares, qui fut traduit en serbe et a reçu une autorité légale en 1349. Il fut aussi fortement influencé par le droit byzantin avec plusieurs éléments repris dans près de la moitié de ces articles (dont les articles concernant l'église et le droit civil). Parmi les influences byzantines notables se trouvent les codes du IVe siècle de Basile Ier et Léon VI.

## Sources du droit

### Constitution
La Constitution est la loi suprême de Serbie. Les traités, lois et autres normes juridiques doivent être conformes à celle-ci. Le contrôle de la constitutionnalité est exercé par la Cour constitutionnelle.

### Traités internationaux
Le paragraphe 2 de l'article 16 de la Constitution dispose  que « les règles généralement reconnues du droit international et les traités internationaux ratifiés font partie intégrante de l'ordre juridique de la république de Serbie et ils sont directement appliqués » tout en précisant que les traités doivent être conformes à la Constitution pour être ratifié.
Cette disposition est reprise au paragraphe 4 de l'article 194.

### Législation
Les lois doivent être conforme aux traités internationaux ratifiés et aux règles de droit international généralement reconnues.
Elles sont votées par l'Assemblée nationale, détentrice du pouvoir législatif.

### Normes réglementaires
Le président de la République promulgue les lois par décrets.
Le gouvernement adopte des règlements pour faire appliquer les lois.

## Sources
- (en) Cet article est partiellement ou en totalité issu de l’article de Wikipédia en anglais intitulé « Law of Serbia » (voir la liste des auteurs).

## Compléments